# Odontomyia rufiventris
Odontomyia rufiventris är en tvåvingeart som först beskrevs av Lindner 1966.  Odontomyia rufiventris ingår i släktet Odontomyia och familjen vapenflugor. Inga underarter finns listade i Catalogue of Life.